# Zoo de Roma
Zoo de Roma è il secondo singolo del rapper italiano Noyz Narcos estratto dal suo terzo album solista chiamato Guilty.

## Video musicale
Il videoclip mostra Noyz Narcos e Metal Carter in giro nella periferia di Roma e nello studio di registrazione. La regia è affidata a Mario Russo (Calibro 9).
1. ↑   Zoo de Roma (certificazione), su FIMI. URL consultato il 22 aprile 2024.